# Willie Jones (Pianist)
Willie Jones (* 21. Februar 1920 in Vicksburg (Mississippi) als William Marvin Jones; † 31. Dezember 1977) war ein US-amerikanischer Pianist und Bandleader des Jazz und des Rhythm and Blues.

## Biographie
Jones begann nach Ableistung des Militärdienstes im Zweiten Weltkrieg 1945 in Chicago als Musiker zu arbeiten; 1946 spielte er in der Band von Wally Hayes, die im Boogie Woogie Inn auftrat. 1947 gehörte er dem Quartett des Gitarristen Ernest Ashley  an. Erste Aufnahmen entstanden in diesem Jahr mit Buster Bennett; ab 1948 nahm er mit King Kolax, Tom Archia und Bennie Green auf.
In den 1940er und 50er Jahren gehörte er zu den bekannten Club-Pianisten der Chicagoer Szene, der von den Musikern Sun Ra und Andrew Hill bewundert wurde. Genannt wurde er von Musikern „the piano wrecker“; er war aber außerhalb von Chicago kaum bekannt. In seinem Trio spielten Anfang der 1950er die Bassisten Eddie Calhoun und Israel Crosby sowie später der Schlagzeuger Alvin Fielder. Für kleine Label wie Sabre oder Parrot fungierte er als Begleitmusiker bei Aufnahmen von R&B- und Doo-Wop-Gruppen, wie The Orchids oder The Flamingos. Unter eigenem Namen nahm er 1954 eine Session für Vee-Jay Records auf (Listen to My Thing).
1957 hatte er Gelegenheit für Aufnahmen mit Clark Terry und Paul Gonsalves (Out on a Limb bzw. Cookin'  für Argo). Jones’ letzte Aufnahmen entstanden 1963 mit dem Tenorsaxophonisten Tommy „Mad Man“ Jones (1922–1993) für dessen Label Mad Records. Ab Mitte der 1970er Jahre war er kaum noch als Musiker aktiv. Er starb an Silvester 1977 an Arteriosklerose.  Der Schlagzeuger Willie Jones III ist sein Sohn.

## Werk und Würdigung
Nach Einschätzung seiner Diskographen Robert L. Campbell, Armin Büttner und Robert Pruter beruhen Willie Jones’ wilde Soli auf dem 12-taktigen-Blues-Schema, Mitte der 1950er entwickelte er seinen Personalstil, der als eine Mischung zwischen Milt Buckner und Cecil Taylor bezeichnet werden kann (Andrew Hill nannte ihn einen frühen Cecil Taylor). Der Altsaxophonist Marshall Allen bemerkte, dass Sun Ra den Stil von Willie Jones genau studiert habe. Nach Ansicht des Tenorsaxophonisten Harold Ousley galt Jones als begnadeter Entertainer, so bewegte er das Piano mit den Knien: „Er war voller Energie, er verschliss das Piano völlig“.